# Hansjürgen Weidlich

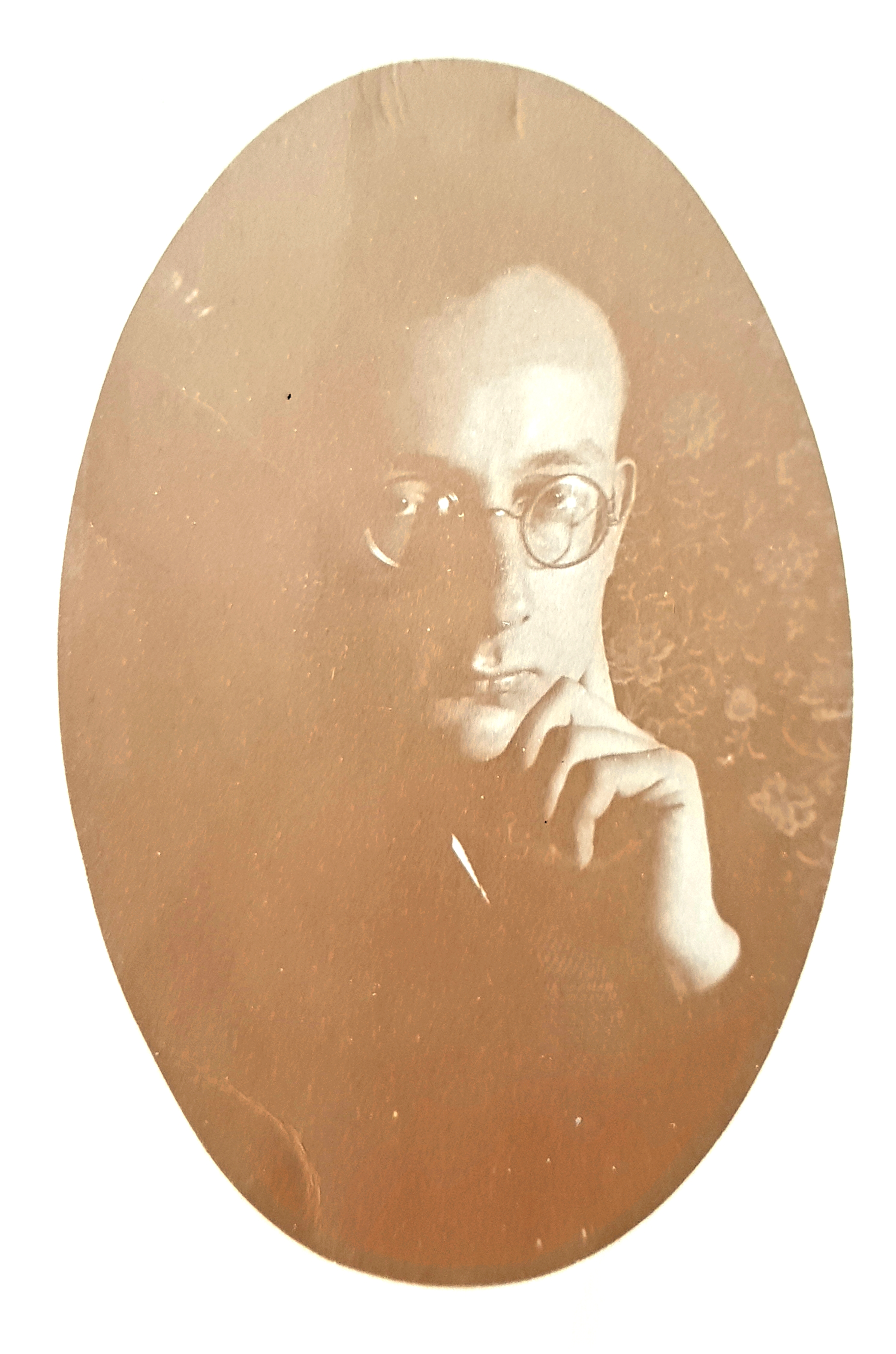
Hansjürgen Weidlich, 1924

Hansjürgen Weidlich (* 18. März 1905 in Holzminden; † 12. Juni 1985 in Göttingen) war ein deutscher Schriftsteller und „Radiomann“.

## Leben

### Jugend
Zur Zeit des Deutschen Kaiserreichs zog die Familie des seinerzeit vierjährigen Hansjürgen Weidlichs nach Hannover und in „das Erdgeschoss in dem dunklen Eckhaus der Bödekerstraße am Ende der Rumannstraße“, nachdem sein Vater, der Stadtbaurat Emil Weidlich, in der Stadt eine neue Stellung angenommen hatte. In dem Eckhaus, in dem die Weidlichs bis 1915 wohnten, durften die Kinder – nach Weidlichs Jugenderinnerungen – beispielsweise die alljährlichen abendlichen Fackelzüge am Geburtstag von Kaiser Wilhelm beobachten.
Weidlich verließ 1922 das Gymnasium in Hannover, die Leibnizschule, lernte bei der Continental AG Kaufmann und war als solcher tätig bis 1927. Er wanderte in die Vereinigten Staaten aus, konnte jedoch den American Dream „vom Tellerwäscher zum Millionär“ vor allem aufgrund der Weltwirtschaftskrise für sich nicht realisieren. Er arbeitete als Lagerverwalter in Pittsburgh und als Packer in New York City. 1932 kehrte er nach Europa zurück und ließ sich zunächst in Berlin nieder, wo auch sein erster Roman, der sehr erfolgreich war, entstand. Hierin beschrieb und verarbeitete Weidlich seine Erlebnisse in den Vereinigten Staaten von Amerika.

### Werdegang als Publizist
Zunächst stellte er seine Erlebnisse in autobiographischen Romanen dar, wie in Felix contra USA, verfasste aber auch Beiträge für den Hörfunk. Beim Film versuchte er sich als Drehbuchautor und Kleindarsteller, freilich ohne den Durchbruch zu schaffen.
1940 wurde er zum Kriegsdienst eingezogen. Nach Kriegsende lebte er zuerst in der Lüneburger Heide, später in Hamburg. Er schrieb zahlreiche heitere Erzählungen und Plaudereien, die zunächst als Zeitungsbeiträge, später auch in Anthologien und in Buchform erschienen. Für den Hörfunk und später das Fernsehen verfasste er viele Beiträge sowohl ernster (biblische Geschichten u. a. für den Schulfunk) als auch heiterer Art und wirkte an der Produktion als Darsteller mit.

### Beurteilungen
Laut Reclams Hörspielführer war Weidlich ein Rundfunkgenie, „ein volkstümlicher Mikrophonplauderer (…) mit (…) unverbindlich-herzlichem Humor“, ein „freundliches Naturtalent, das den Rundfunk nur benutzt und sich ohne ihn gebildet hat“.
Claus Harms schrieb in der Hannoverschen Allgemeinen: „Nur wer Weidlich, diese herrlich eulenspiegelhafte Type kennt, weiß, wie sehr das Was und das Wie all seiner tragikomischen Histörchen identisch ist mit der Person dessen, der nichts weiter erzählen will als ‚wie es so ist im menschlichen Leben‘. Ja, es ist so, als trete er ganz beiläufig zu uns ins Zimmer: ‚Kinder, da muß ich euch schnell mal eine Geschichte erzählen.‘ Und das Wunder geschieht, daß er, der so gar nichts von sich herzumachen pflegt, uns nicht nur lachen, sondern auch ein wenig nachdenklich macht.“

## Werke

### Romane
- Felix contra USA – Ein Deutscher haut sich mit Amerika. Roman des Quota-Immigrant No. 10363 (1934) Buch- und Tiefdruck-Gesellschaft m.b.H. (Rudolf Mosse), Berlin; (1964) vom Autor überarbeitete Neuausgabe Agentur des Rauhen Hauses, Hamburg, S. 290
- Ich bin auch nur ein Mensch (Roman 1935)
- Kleine Männer (Ein Jungensroman 1942)
- Versetzung zweifelhaft (Roman 1962, Neubearbeitung des Jungensromans Kleine Männer von 1942)
- Wenn der Wind darüber geht: Die Geschichte einer Liebe (1961, 1963)

### Erzählungen und Plaudereien
- Ordnung muß sein! (1955)
- Die abenteuerliche Bandscheibe (1956, 1960)
- Der Knilch und sein Schwesterchen (1958, 1969. Eine frühe  Bearbeitung des Themas Adoption in der Literatur, autobiographisch)
- Liebesgeschichten für Schüchterne (1959, 1970. Illustriert von Bele Bachem) Agentur des Rauhen Hauses, Hamburg, 1959, S. 157, 17 Illustrationen (einschl. Umschlag)
- Geschichten mit Herz (1960, 1969)
- Herr Knilch und Fräulein Schwester (1965, 1970)
- Ich komme vom Mond (1969, 6. Auflage 1980)
- Das Schönste vom ganzen Tag (1979)

### Hörspiel und Sendereihen
- Felix unterwegs (1935)
- Geschichten ohne Kommentar
- Ordnung muß sein
- Hörspiele zur Bibel (Reihe)

- Viel Vergnügen mit Hansjürgen Weidlichs heiteren Erzählungen, Langspielplatte, (1979)

### Filmauftritt
- Die vier Gesellen, mit Ingrid Bergman, Sabine Peters, Carsta Löck, Ursula Herking, Zarah Leander u. a. Regie: Carl Froelich

### Fernsehbeiträge
- Drei Fernsehspiele
- 17 biblische Bildgeschichten
- Sendereihe Die merkwürdigen Erlebnisse des Hansjürgen Weidlich (BR 1961/62)